# Supermarine Spitfire
A Supermarine Spitfire brit együléses vadászrepülőgép, melyet a Brit Királyi Légierő megrendelésére fejlesztettek ki. A típust a II. világháborúban nagy számban alkalmazták, majd azt követően főként a brit Nemzetközösség tagjainál állt szolgálatban, egészen az 1950-es évek végéig. A Spitfire a legnagyobb darabszámban gyártott szövetséges vadászrepülőgép-típus volt, az egyetlen szövetséges vadászrepülőgép-típus, ami a háború kitörésekor már gyártás alatt állt és azon két gép közül az egyik, amelyet még a második világégést követően is gyártottak (a másik a Vought F4U Corsair volt, francia megrendelésre).

## Története

### Tervezése
R. J. Mitchell 1931-ben kezdte el megtervezni a Légügyi Minisztérium F7/30-as kiírására (Air Ministry Specification F7/30) a típus prototípusát, melynek a tenderkiírás szerint képesnek kellett lennie 400 km/h-s repülési sebesség elérésére, négy géppuska egyidejű hordozása mellett. Ez akkoriban nagy kihívást jelentett, hiszen ekkor még a kétfedelű repülőgépeken kívül más típusok nem repültek. A Supermarine a Type 224-gyel nevezett a pályázatra, amely a kor színvonalának megfelelően egy nyitott pilótafülkés, egyfedelű, sirályszárnyas repülőgép volt, szintén a kornak megfelelően merev futóművel felszerelve. A gépet egy 600 LE-s (450 kW-os) soros Rolls-Royce Goshawk benzinmotor hajtotta, ahogy a tender összes többi pályamunkáját is. Első repülését 1934 februárjában hajtotta végre és csalódást keltett a fejlesztő csapatban, hiszen a Schneider-kupában tapasztalatot szerzett verseny-vízirepülőgépeiken alapuló repülőgéptől jobb teljesítményt vártak, annak „letisztított” formájú változata volt. A sikertelenség nyomán a hét pályamunka közül, 1935 tavaszán a tenderen a Gloster SS37 jelzésű pályamunkája nyert, amely végül Gloster Gladiator néven a RAF utolsó kétfedelű típussorozatát képviselte.
Mitchell a kudarc alatt is folytatta a fejlesztést, az új repülőgép típusjelzését 300-asra változtatta, melyen már behúzható futóművet alkalmazott és a fesztávot 6 lábbal (1,8 méterrel) csökkentette. A módosítást 1934 júliusában benyújtotta a Légügyi Minisztériumnak, azonban azt már nem fogadták be. A kialakítás ezt követően számos módosításon esett át, köztük egy jobb kialakítású pilótafülke, légzőkészülék nagy magasságú repüléshez, kisebb és vékonyabb profilú szárny és egy új fejlesztésű, erősebb Rolls-Royce PV-XII 12-hengeres soros benzinmotor, mely később a Merlin nevet kapta. 1934 novemberében Mitchell a Supermarine tulajdonosától, a Vickers-Armstrongtól megkapta a támogatást és megkezdte a Type 300 részletesebb tervezését és kidolgozását. 1934. december 1-jén a Légügyi Minisztérium AM 361140/34 számon szerződést kötött a céggel és tízezer fontos költségkeretet szabott ki Mitchell F7/30-as pályamunkájának továbbfejlesztésére. 1935. január 3-án a minisztérium hivatalosan is elismerte az új típust, hiszen F10/35 jelzéssel új szerződésben rögzítették annak paramétereit.
1935 áprilisában a beépített fegyverzet számát módosították, a .303 kaliberű Vickers géppuskák számát kettőről négyre növelték szárnyfelenként, és Browning típusúra cserélték, melyet Ralph Sorley ajánlására végeztek el. Sorley a Légügyi Minisztérium Műveleti Ellátó részleg (Operational Requirements section) alkalmazásában állt ekkor. A K5054 jelzésű prototípus 1936. március 5-én szállt fel először az Eastleigh Aerodrome repülőtérről, Joseph Summers százados berepülőpilóta vezetésével, aki a Vickers alkalmazásában állt. Gyakran idézik fel azóta tőle a leszállását követő „Nem nyúltam semmihez!/Don't touch anything” kijelentését, miután a géppel nyolc percet repült. A szintén nagy sikerű Hurricane négy hónappal ez előtt teljesítette az első felszállást.
A K5054-et új légcsavarral szerelték fel, majd Summers 1936. március 10-i repülése alatt húzták be először a futóműveket. A 4. repülést követően új motort építettek be, majd Summers elhagyva a berepülőcsoportot, Jeffrey Quill és George Pickering vette át a helyét. Az első repüléseiken kijelentették, hogy a Spitfire egy nagyon jó repülőgép, de korántsem tökéletes. A botkormány túl érzékeny a csúcssebességű (528 km/h-s) repüléseknél, és csak egy kicsivel gyorsabb Sydney Camm által tervezett, szintén Merlin hajtotta Hurricane-nál. Egy jobb hatásfokú fa légcsavarral szerelték fel, mellyel a K5054 már elérte az 557 km/h-s csúcssebességet vízszintes repülésen, 1936 májusa elején, amikor Summers RAF Martlesham Heath-re repülte a gépet és átadta azt a Repülőgép és Fegyverzet-kísérleti Intézetnek (Aeroplane & Armament Experimental Establishment, A&AEE) további vizsgálatokra. Itt Humphrey Edwardes-Jones főhadnagy tesztelte a RAF részéről. Jelentése szintén pozitív volt, melyet a Légügyi Minisztérium részére kellett megküldenie. Egyetlen igényt jelölt csak meg, mégpedig fel kell szerelni a gépet futóműhelyzet-kijelzővel. Egy héttel később, 1936. június 3-án a minisztérium 310 darabos megrendelést adott le a Supermarine-nak, még azelőtt, hogy az A&AEE bármilyen hivatalos jelentést közzé tett volna a K5054-ről. A belső jelentéseket természetesen később pótolták.

## Gyártása
A típus gyártása kezdetben a dél-angliai területeken folyt, elsősorban Itchenben és Woolstonban. Azonban ezt a két gyárat a Luftwaffe 1940 szeptemberére teljesen lerombolta, ezért az összes Supermarine gyártotta Spitfire repülőgép számos "árnyékgyárban" lett elkészítve. Ezek száma a háború végére lecsökkent, 10 fő gyárból és több kisebb műhelyben folyt a részegység-szerelés és készre építés.
| Típusjel           | Gyártó                                 | Mennyiség         | Megjegyzés                                                                      |
| ------------------ | -------------------------------------- | ----------------- | ------------------------------------------------------------------------------- |
| prototípus (K5054) | Supermarine                            | 1                 | Első repülése 1936. május 5-én.                                                 |
| IA, IB             | Supermarine, Westland                  | 1567              | Az első I-es a K9787 jelű Spitfire, első felszállása 1938. május 14-én.         |
| IIA, IIB           | Castle Bromwich                        | 921               | Az első itt gyártott gép a P7280, 1940. június.                                 |
| III                | Supermarine                            | 2                 | Mindkét repülőgép átalakítás, az N3297 egy Spitfire I-ből, a W3237 egy V-ösből. |
| IV/XX              |                                        |                   |                                                                                 |
| V                  | Supermarine, Castle Bromwich, Westland | 6487              | Az első V-ös a P8532 (B szárnnyal) 1941. június.                                |
| VI                 | Supermarine                            | 100               | Az első VI-os az AB136, 1941. december.                                         |
| F.VII HF.VII       | Supermarine                            | 140               | Az első VII-es 1942. szeptember.                                                |
| F.VIII LF.VIII     | Supermarine                            | 1658              | Az első VIII-as 1942. november 11.                                              |
| F.IX, HF.IX, LF.IX | Supermarine, Castle Bromwich           | 5656              | Az első IX-es a BR581, 1942. június                                             |
| PR.X               | Supermarine                            | 16                | Az első PR.X 1944 májusi                                                        |
| PR.XI              | Supermarine                            | 471               | Az első PR.XI 1942 novemberi                                                    |
| F.XII              | Supermarine                            | 100               | Az első XII 1942. október 13-án készült el.                                     |
| F.XIV, FR.XIV      | Supermarine                            | 957               | Az első XIV, a RB142 lajstromú 1943. október 28-án készült el.                  |
| F.XVIII            | Supermarine                            | 300               | Az első XVIII 1945 júniusában készült el.                                       |
| PR.XIX             | Supermarine                            | 224               | Az első XIX, az RM626 lajstromú 1944 májusában készült el.                      |
| F.21               | Castle Bromwich                        | 120               | Az első F.21, az LA187 lajstromú 1944. január 27-én készült el.                 |
| F.22               | Supermarine, Castle Bromwich           | (27) + (260); 287 | Az első F.22 1945 márciusában készült el.                                       |
| F.24               | Supermarine                            | 54                | Az első F.24 1946 márciusában készült el.                                       |

## Szerkezeti felépítése

### Sárkányszerkezete és szárnya

#### Szárny
A típuson ötféle szárnyat alkalmaztak, melyeket „A”-tól „E”-ig betűztek el. A szárnyak méretei és szerkezeti felépítései alapvetően megegyeztek, eltérés csak a belső fegyverzetben és az üzemanyag tartályok mennyiségében volt. A különféle szárnytípusok jelölése az altípusszám után írt kisbetűvel történt (pl. Mk Vb).
- A típusú szárny

Ez az alap szárnyverzió, melyben 8 db .303" űrméretű (7.7 mm) M1919 Browning géppuskát szereltek, csövenként 300 db lőszerrel.
Elsősorban a Spitfire I és II változatok lettek ezzel a szárnnyal felszerelve.
- B típusú szárny

2 db 20 mm-es Hispano–Suiza HS.404 gépágyú csövenként 60 db lőszerrel, valamint 4 db .303" M1919 Browning géppuska csövenként 350 db lőszerrel.
- C típusú szárny

„Univerzális szárny”, amelybe az A és a B variáció fegyverzetét is be lehetett építeni, illetve 1–1 db 20 mm-es Hispano-Suiza HS.404 gépágyút csövenként 120 db lőszerrel. Megerősítették a főfutókat és 5,08 cm-rel (2 hüvelykkel) előrébb helyezték el. Kialakítottak még 1–1 db fegyverfelfüggesztő csomópontot is a szárnyfelek alatt, melyekre 113 kg-os (250 lb) bombákat lehetett szerelni. Az általánosan alkalmazott fegyverelrendezés a B variáció volt, viszont a gépágyúkhoz csövenként már 120 db lőszert táraztak be.
- D típusú szárny

Nagy hatótávolságú fotófelderítő bevetésekre készített szárnytípus, amelyben nem volt fegyverzet, helyükre üzemanyagtartályokat szereltek. A Spitfire felderítőgépek ezért védtelenek voltak a német elfogóvadászokkal szemben, egyedüli „fegyverük” a nagyobb szolgálati csúcsmagasság volt.
- E típusú szárny

„Univerzális szárny” kétféle fegyverzettel:
- 2 db 20 mm-es Hispano–Suiza HS.404 gépágyú csövenként 120 db lőszerrel és 2 db .50" űrméretű (12,7 mm) M2 Browning nehézgéppuska csövenként 250 db lőszerrel. Ez a C szárnyhoz képest fordított elrendezésű, a fegyverakna külső részébe építették be a 20 mm-es gyépágyút, a belső részébe pedig a géppuskát. Emiatt a szárnyfelek felső és alsó burkolatait megváltoztatták.
- 4 db 20 mm-es Hispano–Suiza HS.404 gépágyú csövenként 120 db lőszerrel. Ezt a felszerelést ritkán alkalmazták.

Az F.21 altípustól a Hispano–gépágyú módosított változatával (Mk V) szerelték a gépeket, 2–2 darabot mindkét szárnyfélben.
Az V-ös sorozattól kezdve, amit az Fw 190 1941 augusztusi megjelenése sarkalt, több Spitfire-t alacsony magasságú elfogóvadászként vetettek be. Ezeknek a jobb manőverező képesség érdekében csökkentették szárnyfesztávolságát 9,8 méterre, leszerelték a szárnyvégek utolsó szekcióit. Így nőtt az orsózási szögsebesség és a repülési sebesség is alacsony magasságon. Ezekre a gépekre gyakran tévesen alkalmazzák az LF (Low-altitude Fighter, magyarul alacsony magasságú vadász) betűszót, ugyanis az LF-altípusokat a Rolls–Royce Merlin motor kis magasságra optimalizált változataival szerelték fel, amelyek között tényleg voltak „rövid” szárnnyal szereltek is, de az LF-változatok többségét a teljes terjedtségű szárnyakkal vetették be.
A VI-os és VII-es változatokon alkalmaztak nagyobb fesztávú szárnyakat is, amik a nagy magasságú elfogásokhoz lettek ideálisak. Ezek a „hegyesebb” szárnyak 8 lábbal hosszabbak mint a normál változat, a fesztáv így 12,24 méterre változott. Azonban a nagy magasságú német berepülések ritkán realizálódtak, ezért a HF.VII-esekre rendszerint visszaszerelték a normál ívelt törővégeket.

### Motorok és légcsavarok
A prototípusokba és az első sorozat (Mk. I) korai gyártású példányaiba a 768 kW-os (1030 LE-s) Rolls-Royce Merlin Mk.II soros, V-hengerelrendezésű benzinmotort építették, ami az Aero-Products Watts kétlapátos, fix állásszögű fa légcsavarját hajtotta. Ez a légcsavar a kor sajátja, ami 3,25 méter átmérőjű volt, szerkezeti tömege pedig 38 kg. A 78. legyártott sárkányszerkezetbe már a 183 kg tömegű de Havilland gyártmányú háromlapátos, kétfokozatú fém légcsavarját építették be, ami 2,946 méter átmérőjű volt, mellyel jelentősen nőtt a felszállási teljesítmény, a maximális sebesség és a szolgálati csúcsmagasság is. Még 1939 elején a 175. repülőgépbe már a Merlin III-at építették be, amelyre már szabványosított bordástengelyt építettek be. Erre mind a de Havilland, mind a Rotol háromlapátos légcsavarját fel lehetett szerelni. Ezt követően ezt a tengelytípust alkalmazták.
1939 nyarán egy korai Mk I-be, a K9788 jelűbe beépítették az új Merlin XII-t. A tárgyalások során úgy határoztak, hogy ezt a típust az Mk.II-ben fogják alkalmazni, amit a szintén új, Lord Nuffield-i „árnyékgyárban” kezdenek gyártani Castle Bromwich-nál. 876 kW-ra növelték a motor teljesítményét és felszerelték Coffman-motorindítóval, módosították az elektromos rendszert és a hűtőt is. A hűtőfolyadék 70–30% víz–glikol keverék lett a korábbi, tiszta glikolos Merlin motorokban.
Már 1940 elején a Spitfire I-ekkel felszerelt 54. és 66. vadászrepülő-századok Rotol gyártású, széles lapátú légcsavarokat alkalmaztak, melynek átmérője 3,27 méter lett. Ehhez újabb alakú, nagyobb orrkúpot is szerkesztettek a hatásfoknövelés miatt. Azonban az a felsőbb döntés született, hogy az új légcsavart csak a Spitfire II-nél alkalmazzák (a széles körű alkalmazás feltehetően a termelési ütem elmaradása miatt korlátozódott csak az új Mk.II-es sorozatra). A fejlesztett kései Mk.I-eknél ugyanis az új motor–légcsavar kombináció megnöveli a csúcssebességet 10–12 km/h-val 5200 méteres magasság alatt és növeli az emelkedési sebességet is, amik manőverező légiharc során előnyt jelenthetnek. 100 oktános repülőgépbenzint alkalmaztak a megerősített motorban. A tömegnövekedések miatt a repülési jellemzők rosszabbak voltak az Mk.II-nek elődjéhez képest, de a harcászati képességek jelentősen javultak. Az I-eseket gyorsan felváltották a II-esek és előbbiket a kiképzőalakulatokhoz rendelték. A Rotol légcsavarokat leszerelték, állandó szögsebességű de Hevilland légcsavarokkal repültek ezek az alakulatok.
Az újabb változatba, a Mk.III-ba már a még nagyobb teljesítményű Rolls-Royce RM 2SM motort, későbbi nevén Merlin XX-at építették be. Teljesítménye 1036 kW-ra nőtt, mellyel a III-as változat 6300 méteren elérte a 630 km/h-s sebességet. Azonban, mivel a Merlin XX gyártása a Hawker Hurricane-oknak lett fenntartva, így a III-as sorozat gyártását meg sem kezdték (összesen kettő példány épült) és az Mk.V-ös termelésének felfuttatását rendelték el.
A Spitfire V-be többféle légcsavart építettek be, attól függően, melyik gyár szerelte össze. A légcsavarokat az új Merlin 45 hajtotta meg, amely 2820 méteren 1096 kW teljesítményt adott le és 1130 kW-ot 3353 méteren. A Supermarine és a Westland gyártotta Vb és Vc változatokra a de Hevilland gyártmányú, 3,27 méter átmérőjű, három keskeny fémlapátos, állandó szögsebességű légcsavarokat szerelték fel. Azokat az Vb és Vc-ket, amiket a Castle Bromwich-i gyár gyártott le, széles lapátú Rotol légcsavarokkal szerelték fel, átmérőjük változatlanul 3,27 méter maradt. Ezek fémből voltak, vagy mint a későbbi Spitfire-ökön is, 3,12 méter átmérőjű még szélesebb, ún. „Jablo” préselt-ragasztott fa lapátú légcsavarokat alkalmaztak. A Rotol légcsavarkúpok hosszabbak voltak és hegyesebbek a de Havilland által gyártottnál, ami 8,9 centiméterrel megnövelte a repülőgép hosszát (9,11 méterről 9,21 m-re). A Rotol légcsavarok 6100 méteren nagyobb sebesség elérését tették lehetővé és növelték a szolgálati csúcsmagasságot is.
Nagyszámú Spitfire Vb-t szereltek fel „fegyverzetfűtéssel”, ami fűtési rendszer a kipufogóktól vont el forró gázokat egy csövön keresztül, amit a szárnyfelekben kialakított fegyveraknákba vezettek be. Egy kis átmérőjű beömlőnyílást képeztek a mellső kipufogók töveiben, ami nyílásból cső futott végig a hátsó kipufogóig, majd ezt a csövet vezették be a motorburkolaton keresztül a szárnyfélbe. Ezt a későbbi változatokon nem alkalmazták.
A VI-os változat motorja már a Merlin 47, amire egy Rotol fejlesztette négylapátos légcsavar került, átmérője változatlanul 3,27 méter. Az új légcsavar megnövelte a nagy magasságú, gyér sűrűségű levegőbeni repülési jellemzőket és megnövelték a szárnyfesztávot is némileg (a törővégi szakaszt).
A Merlin 45 motorváltozatokra négylapátos, 3,43 méter átmérőjű légcsavarokat is szereltek, ilyennel repültek az úszótalpas vízirepülőgép-változatok.
A kétfokozatú kompresszorral felszerelt Merlin motoros változatok – VII, VIII, IX, XI – azonos légcsavarral repültek, változatlanul a „hegyesebb” Rotol kúppal, a légcsavar átmérője változatlanul 3,27 méter maradt, négy lapáttal, amit a VI-os változaton vezettek be. A csúcsos légcsavarkúp hatékonyabbá tette a légcsavart a korábbi, közel félgömb kupolával szemben (ezt a kúpot alkalmazták már az V-ös változatokon is).
Az Mk IV/XX változaton egy 3,18 méter átmérőjű Rotol légcsavart alkalmaztak, úgymint a DP845-ös IV-en, de ott egy lapáttal többel (egy Griffon motoros tesztrepülőgép).

A Spitfire XII-nél alkalmazták elsőként nagy sorozatban a Rolls-Royce Griffon motort, itt azonban még csak négylapátos légcsavarral, de már a későbbi, még hosszabb, csúcsos légcsavarkúppal. Ez (feltehetően) a DP845-ös Spitfire IV-en alakították ki.

A Spitfire XIV-nél vezették be az új, ötlapátos Rotol légcsavart, melynek átmérője 3,18 méter lett. Egy prototípusával, a JF321 lajstromúval egy hatlapátos (kétszer három) koaxiális légcsavart is teszteltek, amely végül nem állt hadrendbe, de alapja lett egy későbbi, az Avro Shackletonon alkalmazottnak.

A Spitfire F.21-en alkalmazott erősebb Griffon motor miatt újabb, immár 3,35 méter (11 láb) átmérőjű, szintén ötlapátos légcsavart alkalmaztak, 17,78 cm-rel (hét hüvelykkel) hosszabbat mint a XIV-en. Ez maradt az F.22-n és az F.24-en is.
A Wehrmacht zsákmányolt Spitfire-ökben alkalmazott Daimler-Benz 60x sorozatú motorokat, repülési tesztek elvégzéséhez, a hozzájuk tartozó német VDM légcsavarokkal.
Összességében elmondható, hogy a típusban alkalmazott motorok fejlődésével az alkalmazott légcsavarokat és légcsavarkúpjaikat is megpróbálták optimalizálni. Az egyfokozatú feltöltővel szerelt Merlin motorokhoz kétféle légcsavarkúpot alkalmaztak legalább ötféle légcsavarral. A kétfokozatú feltöltővel szereltek Merlin motorokhoz egy Rotol kúppal egyféle négylapátos egykoszorús légcsavart alkalmaztak. A Griffon motorokhoz pedig egyféle kúppal háromféle egykoszorús légcsavart alkalmaztak: 1 négylapátú és 2 ötlapátú, illetve egy kétkoszorús ötlapátú koaxiális változatot. Ez nemzetközi viszonylatban szemlélve egyáltalán nem volt tipikus (nem ismert ennyi légcsavarváltozat más vadászrepülőgép-típusokon). A légcsavarok tervezésében és gyártásában a Rotol a háború második felében már egyeduralkodóvá vált, a de Havilland-del szemben.

## Típusváltozatok

### Merlin motoros változatok

#### Korai Merlin motoros változatok
Ezek a típusváltozatok egyfokozatú feltöltővel felszerelt Merlin motorokkal repültek.
I
PR.I
II
III
V
VI
PR.XIII

#### Kései Merlin motoros változatok
Ezek a típusváltozatok kétfokozatú feltöltővel felszerelt Merlin motorokkal repültek.
VII
VIII
IX
PR.IX / FR.IX
T.IX és TR.9
PR.X és PR.XI
PR.XIII
XVI

### Griffon motoros változatok
IV/XX
XII
XIV
FR.XIV
XV és XVII
XVIII
XIX
PR.XIX
XX
F.21
F.22
F.23
F.24

### Kiképző változatok
T.IX és TR.9

### Seafire
Seafire I
Seafire II
Seafire L.III
Seafire F.XV
Seafire F.XVII
Seafire F.45 és FR.45
Seafire F.46 és FR.46
Seafire F.47 és FR.47

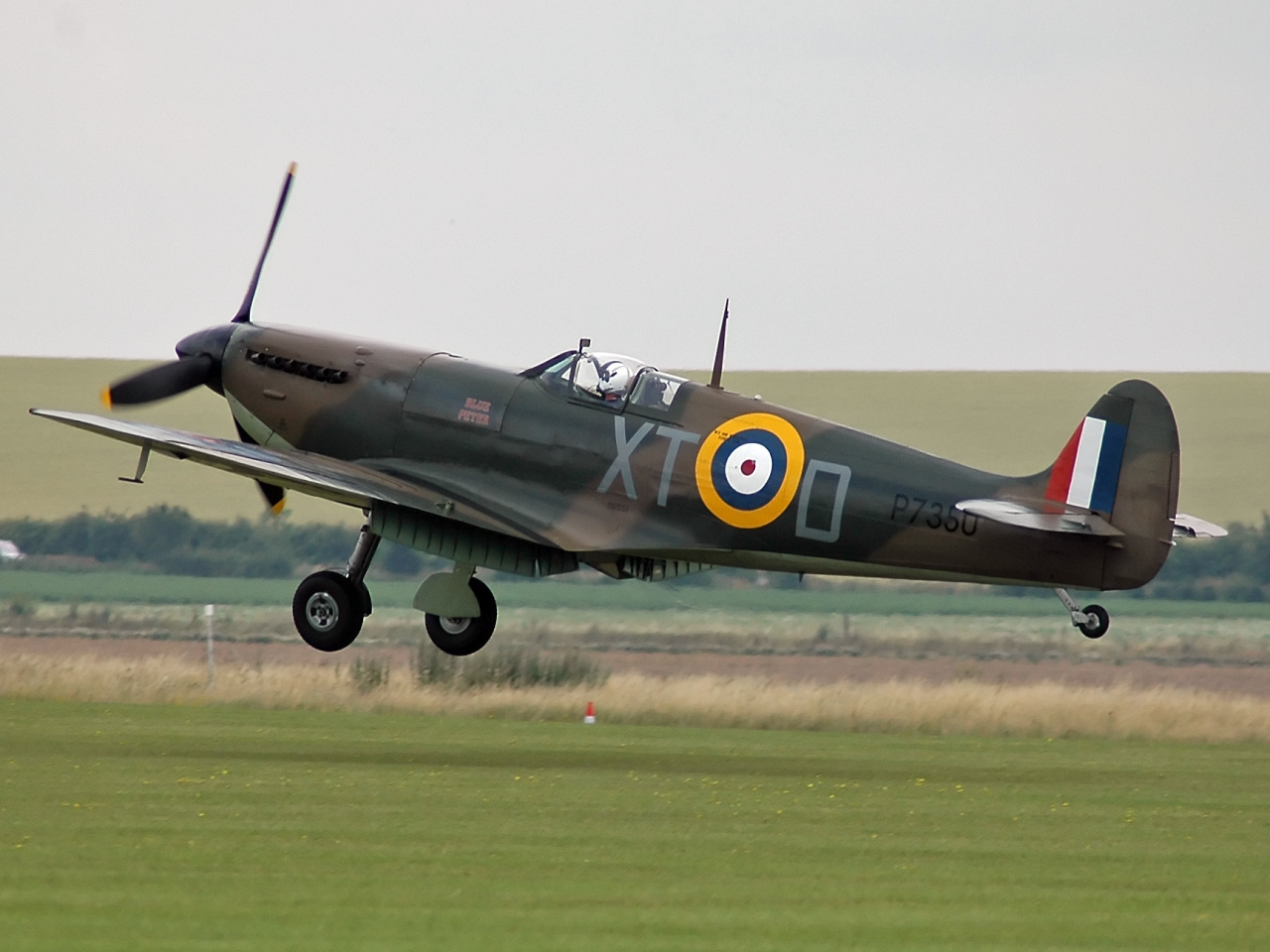
Egy Spitfire Mk IIA a 2005-ös Angliai csata emlékrepülésen (BBMF - Battle of Britain Memorial Flight)
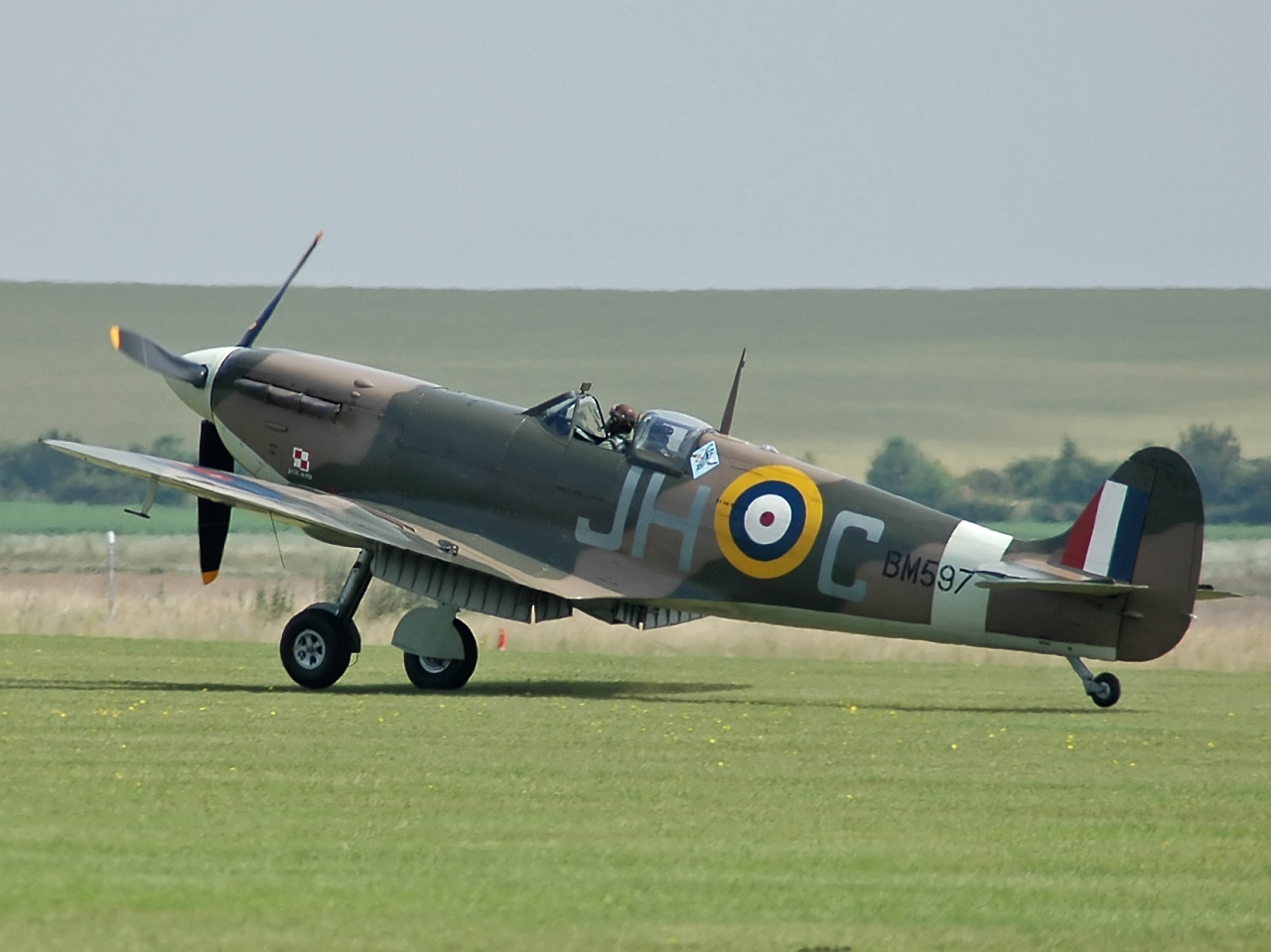
Spitfire Mk VB
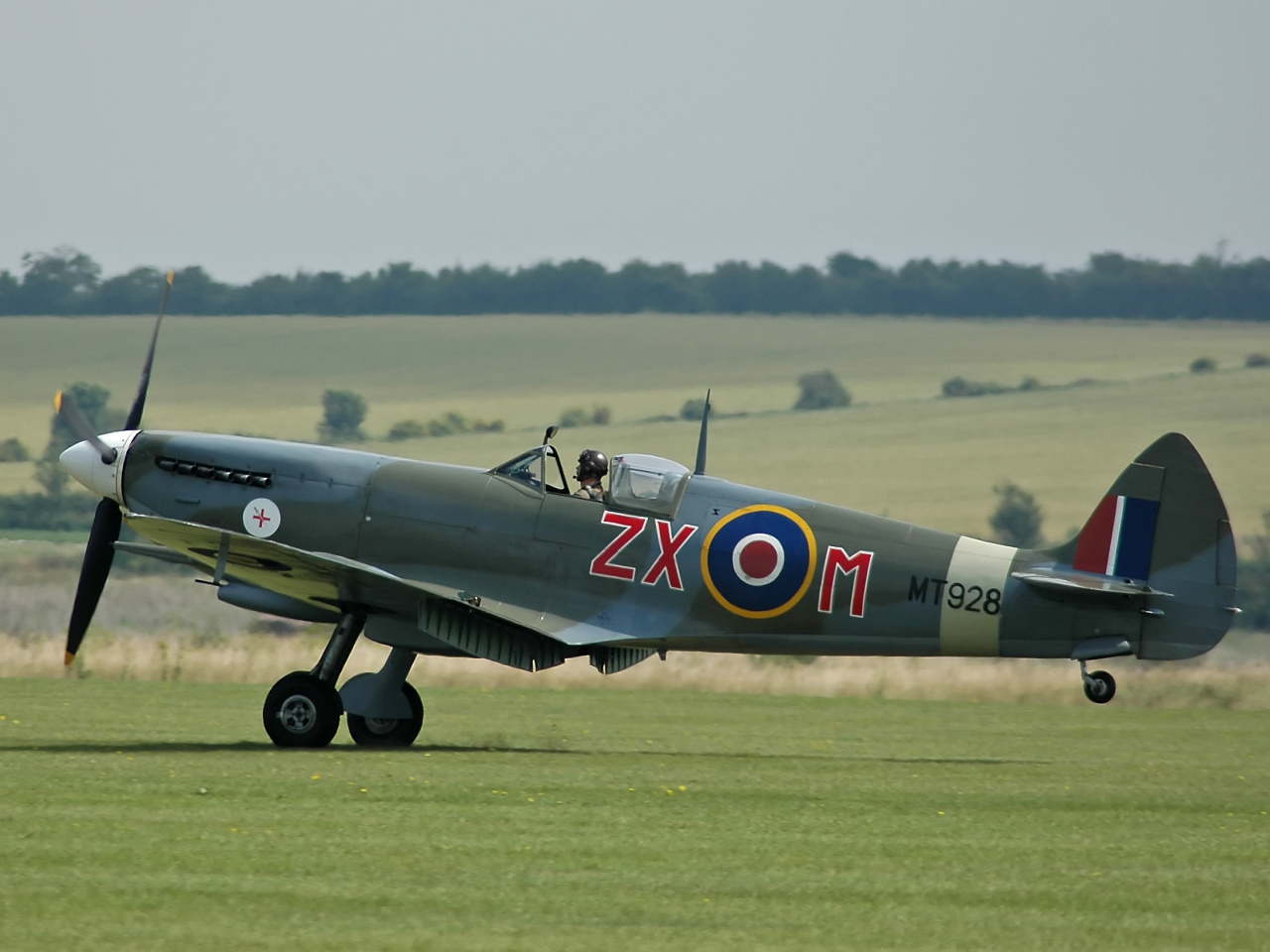
Spitfire Mk VIII
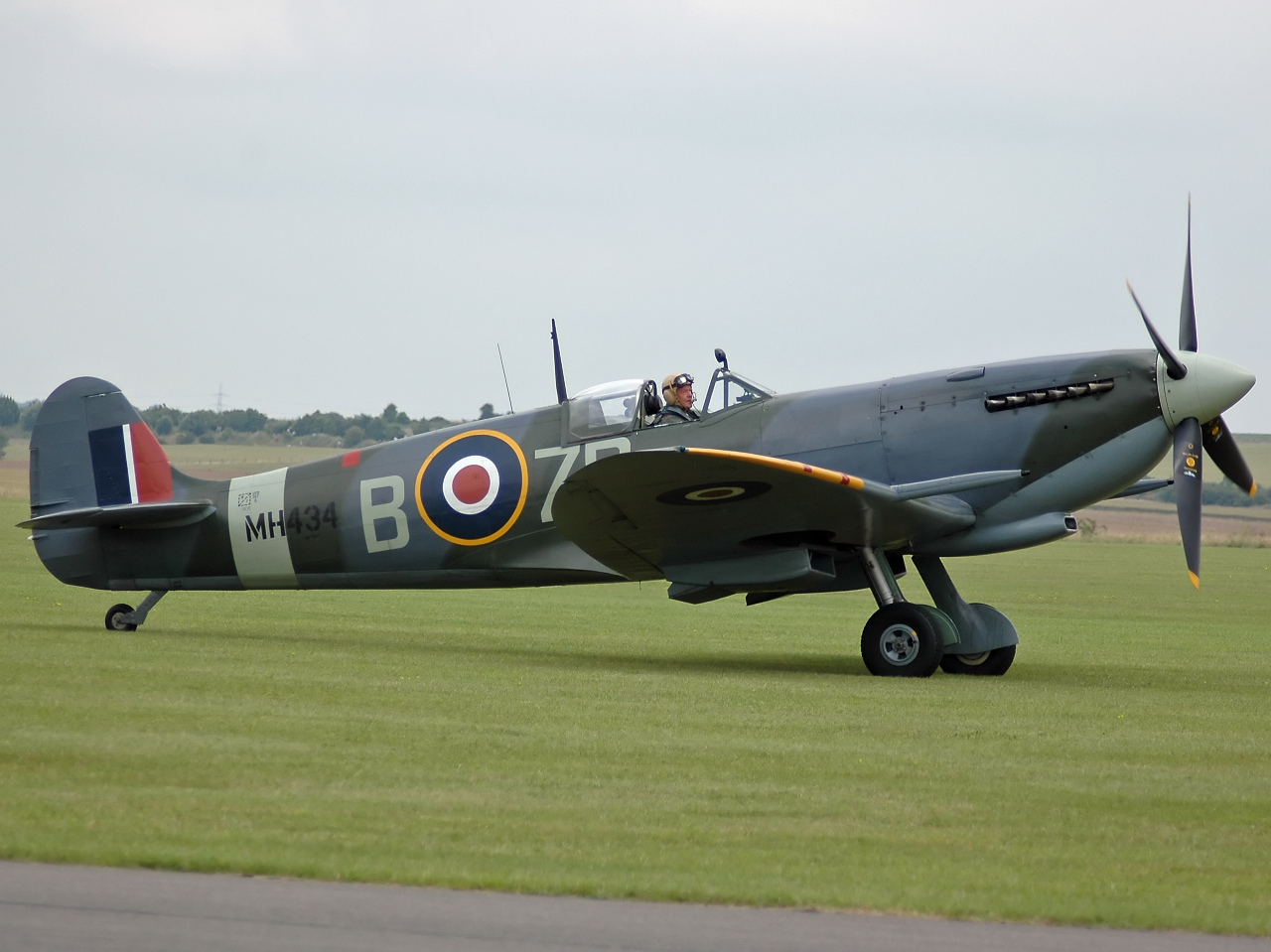
Spitfire Mk IXC
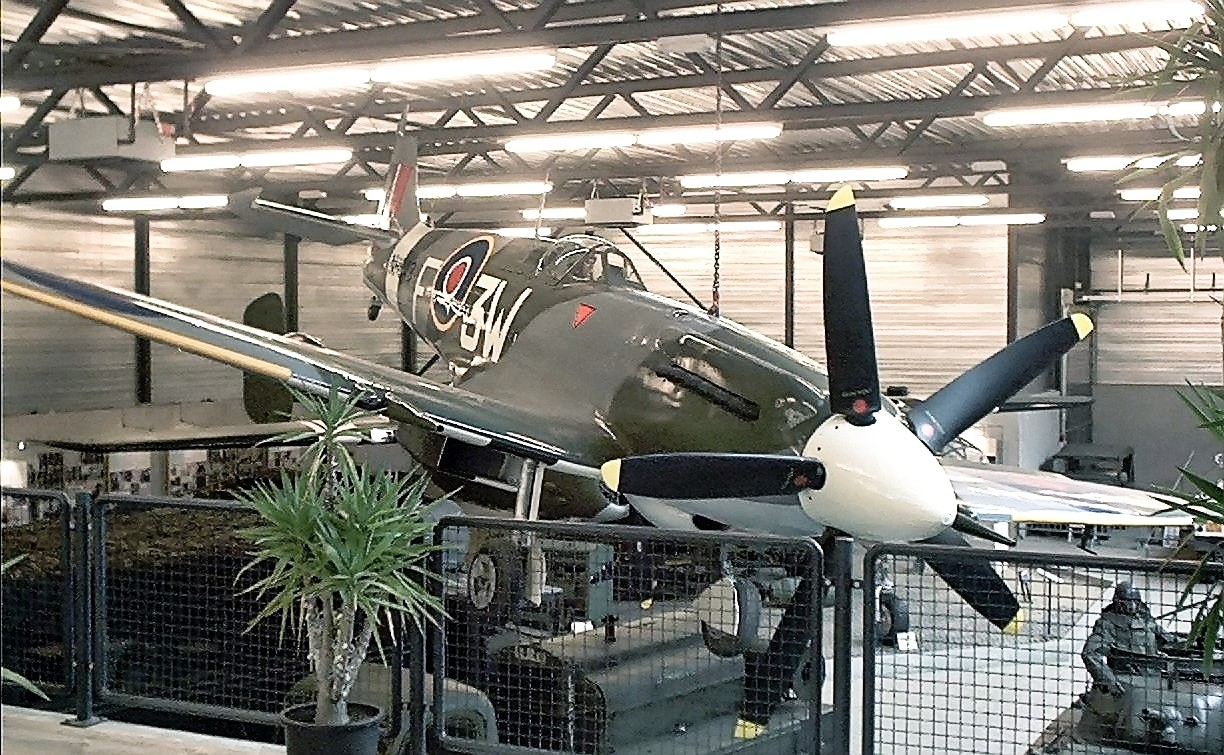
Spitfire Mk XIV
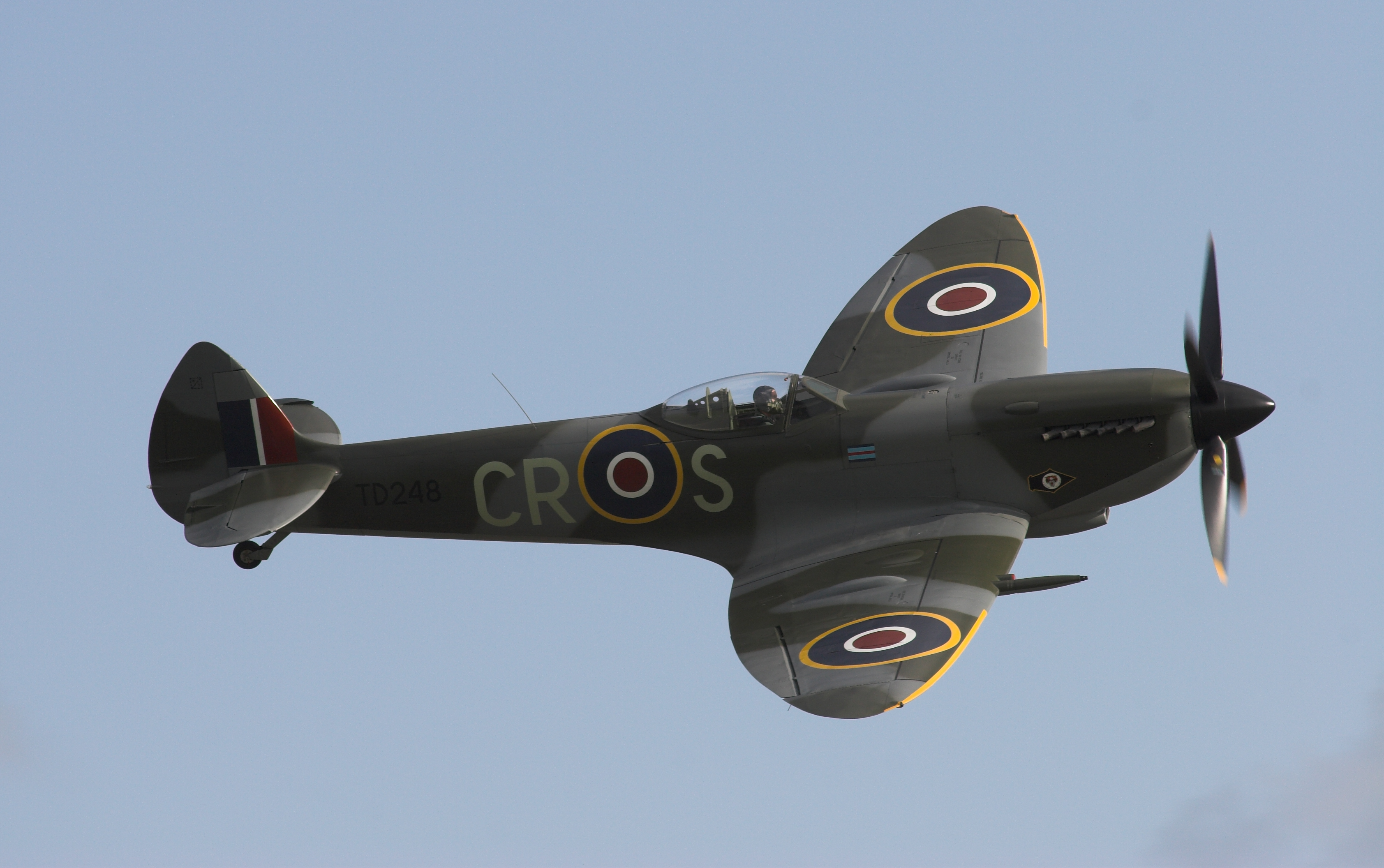
Spitfire Mk XVI
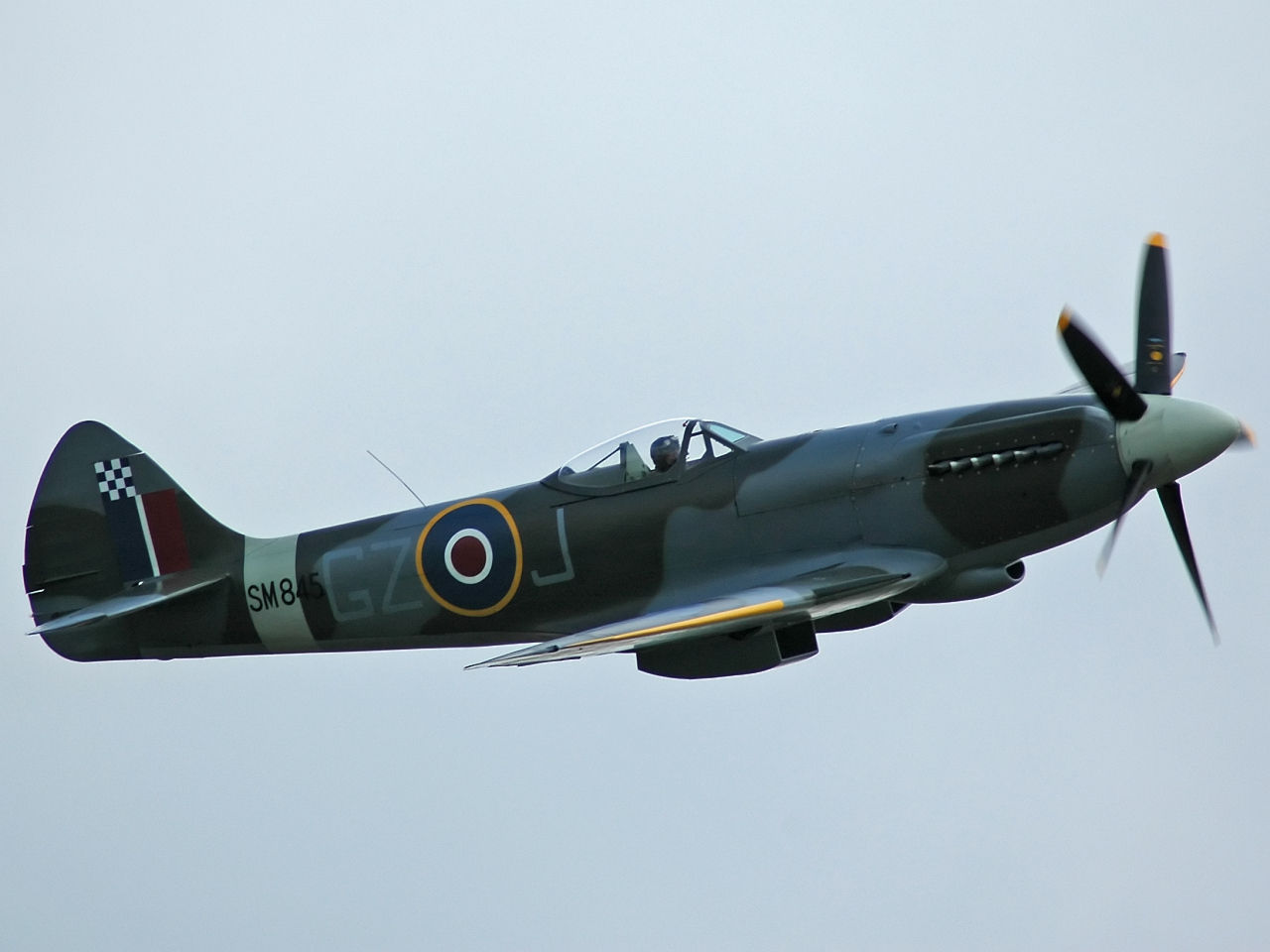
Spitfire Mk 18
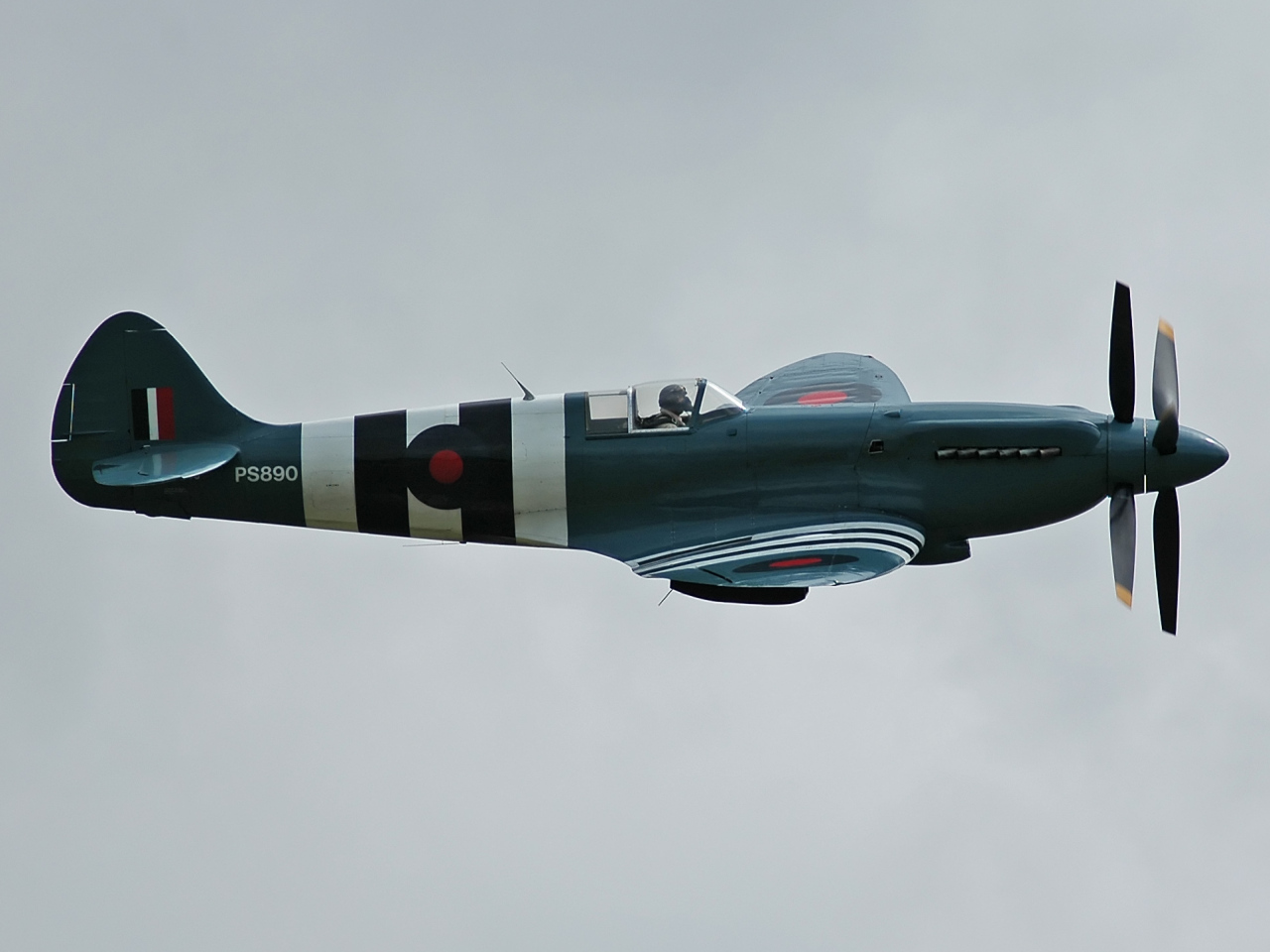
Az utolsó fotófelderítő altípus, a Spitfire PR.19. Ezt a példány (PS890) 2002-ben átépítették, egy Avro Shackleton Griffon 57 motorját építették be és annak koaxiális elrendezésű légcsavarjait szerelték fel rá. Eredetileg egy Griffon 66 hajtotta ötágú Rotol légcsavarral

## Megrendelők és üzemeltetők
- Ausztrália
- Belgium
- Burma
- Kanada
- Csehszlovákia
- Dánia
- Egyiptom
- Franciaország
  -  Francia Haditengerészeti Légierő
- Németország
- Görögország
  -  Görög Királyi Légierő
- Hongkong
- India
- Indonézia
- Írország
  -  Ír Légihadtest
- Izrael
- Olasz Királyság
- Hollandia
- Új-Zéland
- Norvégia
- Pakisztán
- Lengyelország
- Portugália
- Dél-Rodézia
- Dél-afrikai Köztársaság
- Szovjetunió
- Svédország
- Szíria
- Thaiföld
- Törökország
- Egyesült Királyság
  -  Brit Királyi Légierő
  -  Brit Flottalégierő
- Egyesült Államok
- Jugoszlávia

### Külföldi megrendelések
A típusból több külföldi ország is leadott megrendeléseket még a második világháború kitörése előtti időszakban, természetesen az I-es változatra. Ilyenek voltak Észtország, Görögország, Portugália és Törökország. Az 1939-es, 12 repülőgépre szóló észt rendelést törölték, miután a Szovjetunió annektálta az országot. A görög és portugál igényeket felülbírálta a brit Külügyminisztérium (Foreign Office). Törökország 59 repülőgépet rendelt, azonban az első két gép megérkezése után a Külügyminisztérium 1940 májusa utánig visszatartotta a többi leszállítását.
A 208. példányt eladták Franciaországnak, ami 1939 júniusában meg is érkezett, tesztelésre, kiértékelésre, de újabb megrendelések nem érkeztek. A Hurricane-hez képest csekélyebb számú nemzetközi igény lett kielégítve.
Már az angliai csata után, 1941-ben a brit kormányzat elfogadta a portugál 18 darabos megrendelés teljesítését, Spitfire Mk.I változatokból, amik ekkor már meglehetősen korosak voltak, a tartalékállomány kiképzését látták el velük, de a kiválasztott példányok felújításra kerültek. Kiírták őket a RAF készletből, majd TR 9 HF rádiókkal szerelték fel és kiszerelték belőlük az IFF rendszert. 1942 végére kerültek leszállításra és sorozatszámuk 370-től 387-ig terjedt, a portugáliaia Tancos-i XY Esquadrilha állományába kerültek. Ezek mindegyikét leselejtezték a portugálok 1947 végére és szétvágták őket.
A többi ország tulajdonába a háború idején hitelezéssel, vagy más úton kerültek Spitfire-ek. Ilyenek voltak Kanada, Dél-Afrika, Ausztrália és Új-Zéland is, illetve az Egyesült Államok, továbbá a Szovjetunió is kapott a típus V-ös változatából. A háború után ezek a gépek az üzemeltetőknél maradtak. A megmaradt példányokból több ország is vásárolt: ilyen volt Csehszlovákia, Egyiptom, Izrael,
A Seafire tengerészeti változatokat csak a háború után exportálta a brit kormányzat: a kanadai haditengerészetnek, a francia haditengerészetnek és az ír légi hadtestnek, illetve a Brit Flottalégierő és a tengerészeti önkéntes tartalékosok üzemeltették. Összesen 2334 darabot építettek belőle.

## Harci alkalmazása
1938 nyarán a 19. Század (No.19 Squadron) nagy hírnévre tett szert, mikor elsőként kapta meg az új Spitfire-eket a RAF-századok között, így az első támaszpont, amelyen állomásozott, a Duxford-i lett. 1938 augusztusban szállt fel az első gép Jeffrey Quill vezetésével, aki a Supermarine tesztpilótája volt.

## Fordítás
- Ez a szócikk részben vagy egészben  a   Supermarine Spitfire című angol Wikipédia-szócikk ezen változatának fordításán alapul.  Az eredeti cikk szerkesztőit annak laptörténete sorolja fel. Ez a jelzés csupán a megfogalmazás eredetét és a szerzői jogokat jelzi, nem szolgál a cikkben szereplő információk forrásmegjelöléseként.
- Ez a szócikk részben vagy egészben  a   Supermarine Spitfire (early Merlin-powered variants) című angol Wikipédia-szócikk ezen változatának fordításán alapul.  Az eredeti cikk szerkesztőit annak laptörténete sorolja fel. Ez a jelzés csupán a megfogalmazás eredetét és a szerzői jogokat jelzi, nem szolgál a cikkben szereplő információk forrásmegjelöléseként.
- Ez a szócikk részben vagy egészben  a   Supermarine Spitfire (late Merlin-powered variants) című angol Wikipédia-szócikk ezen változatának fordításán alapul.  Az eredeti cikk szerkesztőit annak laptörténete sorolja fel. Ez a jelzés csupán a megfogalmazás eredetét és a szerzői jogokat jelzi, nem szolgál a cikkben szereplő információk forrásmegjelöléseként.
- Ez a szócikk részben vagy egészben  a   Supermarine Spitfire (Griffon-powered variants) című angol Wikipédia-szócikk ezen változatának fordításán alapul.  Az eredeti cikk szerkesztőit annak laptörténete sorolja fel. Ez a jelzés csupán a megfogalmazás eredetét és a szerzői jogokat jelzi, nem szolgál a cikkben szereplő információk forrásmegjelöléseként.
- Ez a szócikk részben vagy egészben  a   Supermarine Seafire című angol Wikipédia-szócikk ezen változatának fordításán alapul.  Az eredeti cikk szerkesztőit annak laptörténete sorolja fel. Ez a jelzés csupán a megfogalmazás eredetét és a szerzői jogokat jelzi, nem szolgál a cikkben szereplő információk forrásmegjelöléseként.
- Ez a szócikk részben vagy egészben  a   List of RAF Squadron Codes című angol Wikipédia-szócikk ezen változatának fordításán alapul.  Az eredeti cikk szerkesztőit annak laptörténete sorolja fel. Ez a jelzés csupán a megfogalmazás eredetét és a szerzői jogokat jelzi, nem szolgál a cikkben szereplő információk forrásmegjelöléseként.